# Webb (Iowa)
Webb è un comune degli Stati Uniti d'America, situato nello Stato dell'Iowa, nella contea di Clay.